# Sumbu Kalambay
Sumbu Kalambay est un boxeur italien né le 10 avril 1956 à Lubumbashi, Zaïre.

## Carrière
Champion d'Italie puis champion d'Europe EBU des poids moyens, il s'empare du titre mondial vacant WBA le 23 octobre 1987 en battant aux points en 15 rounds Iran Barkley. Après trois défenses victorieuses contre Mike McCallum, Robbie Sims et Doug DeWitt, il laisse sa ceinture vacante pour affronter Michael Nunn, champion IBF, mais s'incline par KO dès la 1re reprise le 25 mars 1989.
Malgré ce revers, Kalambay remporte à nouveau la ceinture européenne l'année suivante puis perd de peu aux points le combat revanche contre McCallum le 1er avril 1991. En 1993, il affronte Chris Pyatt pour le gain du titre WBO des poids moyens mais perd également aux points. Il met alors un terme à sa carrière.